# Kefersteinia ricii
Kefersteinia ricii är en orkidéart som beskrevs av Roberto Vásquez och Dodson. Kefersteinia ricii ingår i släktet Kefersteinia och familjen orkidéer. Inga underarter finns listade i Catalogue of Life.